# Dragon Ball Z: Infinite World
Dragon Ball Z: Infinite World is een computerspel voor de PlayStation 2, gebaseerd op de anime- en mangaseries van Dragon Ball. Het spel werd ontwikkeld door Dimps en gepubliceerd in Noord-Amerika door Atari en in Europa en Japan door Namco Bandai onder het Bandai-label. Het werd uitgebracht in Noord-Amerika op 4 november 2008, in Japan op 4 december 2008, en in Europa op 5 december 2008. Het is het laatste Dragon Ball Z-spel die is vrijgegeven voor op de PlayStation 2 console.
Het spel is een vechtspel. The Dragon Mission mode heeft andere gameplay-elementen, waardoor de gameplay minder lineair is.

## Gameplay
De game mechanics zijn in wezen hetzelfde als de Dragon Ball Z: Budokai games, met enkele elementen overgenomen uit Burst Limit. Spelers nemen de controle over de strijd en verschillende personages uit de Dragon Ball franchise. Er zijn 42 bespeelbare personages.
De story mode, genaamd Dragon Mission, wordt weergegeven als een kaart met verschillende objectieve missies dat het verhaal vertelt van de gevechten binnen Dragon Ball Z en Dragon Ball GT. Spelers hebben de controle over hun icoon, een Goku figuur, door te wandelen of te hardlopen op een beschikbare-missie icoon. Andere missies zijn mini-games, zoals zoekopdrachten te voet, wedstrijden om een bestemming te bereiken of een item te vinden.
Skill capsules zijn overgenomen uit de Budokai games. Zij kunnen de personages van de speler aanpassen met een verscheidenheid aan speciale technieken. De capsules kunnen worden gekocht met Zeni, en hoe meer dezelfde capsules een speler koopt, hoe sterker de effecten ervan worden.  
Een modus genaamd "Fighter's Road" komt beschikbaar nadat aan bepaalde doelen is voldaan. Spelers deelnemen in een reeks van gevechten op vier van de kaarten uit de Dragon Mission mode. Zoals Dragon Mission, worden spelers beloond met een zekere mate van Zeni na elke overwinning.

## Bespeelbare personages
Dragon Ball Z: Infinite World telt 42 bespeelbare personages.
| Personages                                                                                                 | Personages                                                                                         | Personages | Personages                                                                                             | Personages                                    | Personages |
| --- | -------------------------------------------------------------------------------------------------- | --- | --- | --------------------------------------------- | ---------- |
| - Goku - Goku (GT) - Kid Gohan - Teen Gohan - Gohan - Gt. Saiyaman - Goten - Vegeta - Vegeta (GT) - Trunks | - Kid Trunks - Pan - Piccolo - Krillin - Tien - Yamcha - Hercule - Videl - Gt. Saiyaman 2 - Pikkon | - Raditz - Nappa - Saibaman - Captain Ginyu - Recoome - Frieza - Android #16 - Android #17 - Android #18 - Dr. Gero | - Cell - Majin Boo - Kid Buu - Dabura - Bardock - Cooler - Broly - Janemba - Baby Vegeta - Syn Shenron | - Vegito (fusie) - Gogeta (fusie) - Super #17 |            |